# Christian Georg Wagner
Christian Georg Wagner (* 16. Oktober 1762 in Pößneck; † 21. April 1851 ebenda) war ein deutscher Jurist.

## Leben
Christian Georg Wagner war der Sohn des Steuereinnehmers Johann Christian Wagner (* unbekannt; † 8. Januar 1770) und dessen Ehefrau Marie Rosine, geb. Hernst (* 1723; † 5. November 1807). Er hatte noch drei Brüder:
- Johann Gottfried Wagner (* 1744; † unbekannt), Archidiakon in Saalfeld;
- Johann Christian Wagner (* 23. Juni 1747 in Pößneck; † 14. Juni 1825 in Hildburghausen), Geheimer Rat und Präsident des Konsistoriums in Hildburghausen, er war 1810 Landesregierungsdirektor in Hildburghausen.
- Wilhelm Christian Wagner, Advokat und Steuerrat in Pößneck.

Er besuchte die Stadtschule in Pößneck beim Rektor Trautschold und kam im Alter von fünfzehn Jahren 1777 auf das vom Rektor Wilhelm Christian Oettel und dem Konrektor Matthäus Wilhelm Windorf geleitete Lyzeum nach Saalfeld.
Am 12. Februar 1782 begann er an der Universität Jena ein Studium der Rechtswissenschaften und wechselte am 18. Mai 1785 an die Universität Leipzig, um dort das Studium fortzusetzen. Nach seinem Examen und einer unter dem Professor August Friedrich Schott gehaltenen Disputation erhielt er von der Juristenfakultät der Universität Leipzig die bestmögliche Note Omnino et prae caeteris digmus und war somit zur Advokatur in den kursächsischen Landen befähigt. Seine Aufnahme als öffentlicher Notar an der Leipziger Juristenfakultät erfolgte am 22. Januar 1787.
Von der Geheimen Kanzlei in Saalfeld wurde ihm, unter Erlassung des sonst gewöhnlichen Tentamens (Vorprüfung), die Erlaubnis zur advokatorischen Praxis in den herzoglich-sächsischen coburg-saalfeldschen Landen erteilt; zugleich erhielt er das Prädikat eines herzoglichen Hofadvokaten und wurde am 21. April 1787 als solcher verpflichtet. Kurz nach Antritt seiner Laufbahn in Pößneck erhielt er die Gerichtshalterstellen in Nimritz mit Rehmen bei Pößneck, sowie in Schlettwein mit Tranrode. Außerdem übertrug ihm der benachbarte Adel mehrere auswärtige juristische Geschäfte.
Der Herzog Friedrich von Sachsen-Hildburghausen ernannte ihn zum Justizrat; diese Ehrenbezeugung wurde später vom Herzog Ernst I. von Sachsen-Coburg und Gotha als auch vom Herzog Bernhard II. in Meiningen bestätigt.
Er erhielt am 10. August 1810 die Verwaltung der mehreren Rittergutsbesitzern gehörigen Kommunengerichte in Ranis im späteren königlich-preußischen Amtsbezirk im Landkreis Ziegenrück, hierbei blieb er jedoch in Pößneck wohnhaft. Nach der Aufforderung, seinen Wohnsitz auf preußisches Gebiet zu verlegen, gab er den Auftrag wieder zurück und legte die Richterstelle in Ranis nieder, worauf er zum zweiten Justizamtmann in Saalfeld ernannt und am 2. November 1819 eingewiesen wurde. Nach dem Tod des dortigen ersten Beamten, Hofrat Dr. Friedrich Ernst Carl Mereau, rückte er 1825 in die offene Stelle nach.
Bei der Neuorganisation der meiningschen Behörden und der Trennung der Justiz von der Verwaltung, wurde er am 1. Juli 1829 zum Kreis- und Stadtgerichtsdirigenten in Saalfeld ernannt und blieb in dieser Stellung bis zum 1. Dezember 1831 tätig, dann wurde er, unter Beibehaltung des gesamten Gehaltes, in den Ruhestand entlassen.
Nach dem Tod seiner Mutter heiratete er am 25. Oktober 1808 Friederike, älteste Tochter des Superintendenten Wilhelm Christian Oettel in Saalfeld, der sein früherer Lehrer war; die Ehe blieb kinderlos.